# Macworld
Macworld é uma revista e site dedicado a produtos e software da Apple Inc., publicado pela Mac Publishing, com sede em San Francisco, Califórnia. Começou a vida como uma revista impressa em 1984 e teve a maior circulação auditada (tanto total quanto em banca de jornais) de revistas focadas em Macintosh na América do Norte, mais que o dobro de sua concorrente mais próxima, MacLife (anteriormente MacAddict). A Macworld foi fundada por David Bunnell (editor) e Andrew Fluegelman (editor). Era a revista Macintosh mais antiga ainda em publicação, até 10 de setembro de 2014, quando a IDG, sua controladora, anunciou que estava descontinuando a edição impressa e demitiu a maioria dos funcionários, enquanto continuava uma versão online.

## História da Macworld
Em 1997, a publicação foi renomeada para Macworld, incorporating MacUser (um nome refletido sutilmente na página do Índice da revista) para refletir a consolidação da revista MacUser da Ziff-Davis na Macworld de propriedade da International Data Group dentro da nova Mac Publishing joint venture entre as duas editoras. Em 1999, a empresa combinada também comprou a publicação online MacCentral Online, porque a Macworld não tinha um poderoso componente de notícias online na época. No final de 2001, a International Data Group (IDG) comprou a participação da Ziff-Davis na Mac Publishing, tornando-a uma subsidiária integral da IDG.
A revista foi publicada em muitos países, seja por outras subsidiárias da IDG ou por editoras externas que licenciaram a marca e seu conteúdo. Essas edições incluíram Austrália, Alemanha (Macwelt), Itália, Espanha, Suécia (MacWorld), Turquia, Reino Unido, Holanda e Indonésia. Seu conteúdo também foi incorporado em várias outras publicações da IDG.
Ao mesmo tempo, a editora da revista licenciou seu nome para outra subsidiária da IDG, IDG World Expo, para a Macworld Conference & Expo (mais tarde Macworld/iWorld), que acontecia todo mês de janeiro no Moscone Convention Center em San Francisco.
Macworld também publicou na Indonésia pela Megindo Tunggal Sejahtera, entre 2008 e dezembro de 2011.

## Podcast
O Macworld Podcast foi um podcast semanal publicado pela Macworld. O Macworld Podcast começou em 26 de abril de 2005 como o "Geek Factor Podcast", apresentado por Cyrus Farivar, mas foi atualizado para o "Macworld Podcast" oficial com sua quinta edição em agosto de 2005. Foi apresentado em vários momentos ao longo de seus 12 anos por Chris Breen, Philip Michaels, Serenity Caldwell, Glenn Fleishman e Susie Ochs. O podcast entrou em hiato em junho de 2017.